# 栗原市立高清水中学校
栗原市立高清水中学校（くりはらしりつ たかしみずちゅうがっこう）は、宮城県栗原市にあった公立中学校。通称は高中（たかちゅう）。

## 沿革
- 1947年（昭和22年）4月1日 - 高清水町立高清水中学校として開校[1]。
- 1948年（昭和23年）5月28日 - 校舎を落成[1]。
- 1949年（昭和24年）12月8日 - 校歌を制定[1]。
- 1954年（昭和29年）12月10日 - 体育館を落成[1]。
- 1962年（昭和37年）4月28日 - 新校舎建設工事が完了[1]。
- 1969年（昭和44年）7月18日 - プールを落成[1]。
- 1974年（昭和49年）
  - 3月1日 - 生徒会文集「桂葉」を創刊[1]。
  - 12月16日 - 給食を開始[1]。
- 1978年（昭和53年）6月12日 - 宮城県沖地震により校舎が被災[1]。
- 1979年（昭和54年）8月20日 - 新校舎を落成[1]。
- 1980年（昭和55年）10月18日 - 校木にかつらを制定[1]。
- 1992年（平成4年）5月28日 - この日（5月28日）を創立記念日に制定[1]。
- 1997年（平成9年）11月29日 - 創立50周年記念式典を開催[1]。
- 1998年（平成10年）4月1日 - 新制服を制定[1]。
- 1999年（平成11年）2月4日 - 新屋内運動場を落成[1]。
- 2003年（平成15年）5月26日 - 三陸南地震により体育館などが被災[1]。
- 2005年（平成17年）4月1日 - 町村合併により栗原市が発足し、「栗原市立高清水中学校」に改称[1]。
- 2008年（平成20年）6月14日 - 岩手宮城内陸地震により建物が被害を受け、体育館は使用不能となる[1]。
- 2019年（平成31年）
  - 2月24日 - 閉校式を開催。校歌歌碑を建立[1]。
  - 3月31日 - 瀬峰中学校と統合し、新設の栗原南中学校が開校するのに伴い、閉校[2][3]。
- 2024年（令和6年） - 校舎の解体工事を開始[3]。

## 学区
- 旧高清水町内

## 著名な出身者
- かの香織 - シンガーソングライター[3]